# Теорія африканського походження людини

Послідовне розсіювання Homo erectus (жовтий), Homo neanderthalensis (гірчичний) та Homo sapiens (червоний)

Палеонтологічна теорія африканського походження людини (англ. RSOH, абревіатура від Recent single-origin hypothesis) є одним із можливих пояснень походження анатомічно сучасних людей (Homo sapiens). Іншою конкурентною концепцією є гіпотеза мультирегіонального походження.
За цією моделлю, анатомічно сучасна людина (H. sapiens) розвинулася на Сомалійському півострові в період між 300 000 та 200 000 років тому. Після цього відбулося кільки міграцій H. sapiens з Африки в інші регіони (передусім в Європу та Азію, а поступово в Австралію та Америку), де вони з часом повністю замінили інші види людей (наприклад, неандертальця та пітекантропа), змішуючись із ними.
Таким чином, теорія африканського походження припускає, що все сучасне неафриканське населення істотно походить від тієї популяції H. sapiens, що покинула Африку після 200 000 року тому. Теорія виключає можливість паралельної еволюції сучасних рис людини в різних регіонах (як це припускає гіпотеза міжрегіонального походження), проте не виключає багаторазового змішання між H. sapiens та давніми людьми в Європі та Азії.
Було щонайменше кілька хвиль міграції сучасних людей із Африки, можливо, починаючи з 270 000 років тому (зокрема точно між 130 000 та 115 000 років тому), втім більшість із людей, що прийшли в цей час, вимерли або повернулися назад в період до 80 000 років тому, коли почалися найбільш значимі міграції.
«Найновіша» хвиля міграції відбулася між 60 000 і 70 000 років тому через т. зв. «Південний шлях», швидко розсіявшись уздовж узбережжя Азії та досягнувши Австралії близько 65 000 — 50 000 років тому, тоді як Європу та Близький Схід було заселено менш ніж 55 000 років тому.
Теорія африканського походження стала основною в сучасній науці в 1980-их завдяки дослідженням сучасної мітохондріальної ДНК, а також доказів на основі фізичної антропології архаїчних залишків. В 2010-их було знайдено докази схрещування між H. sapiens та архаїчними людьми в Євразії та Океанії, але не в Африці. Це означає, що хоча все сучасне неафриканське населення здебільшого походить від ранніх H. sapiens, воно більшою чи меншою мірою має також спорідненість із регіональними варіантами архаїчних людей.